# Simulium cuasiexiguum
Simulium cuasiexiguum es una especie de insecto del género Simulium, familia Simuliidae, orden Diptera.
Fue descrita científicamente por Shelley, Luna Dias, Maia-Herzog, Lowry, Garritano, Penn & Camargo, 2001.